# NGC 3071
NGC 3071 is een lensvormig sterrenstelsel in het sterrenbeeld Leeuw. Het hemelobject werd op 10 maart 1886 ontdekt door de Oostenrijkse astronoom Johann Palisa.

## Synoniemen
- ZWG 153.8
- NPM1G +31.0173
- PGC 28825